# Bernd Stellmacher
Bernd Stellmacher (* 27. Februar 1944 in Bad Homburg vor der Höhe) ist ein deutscher Mathematiker, der sich mit Gruppentheorie beschäftigt.

## Berufsleben

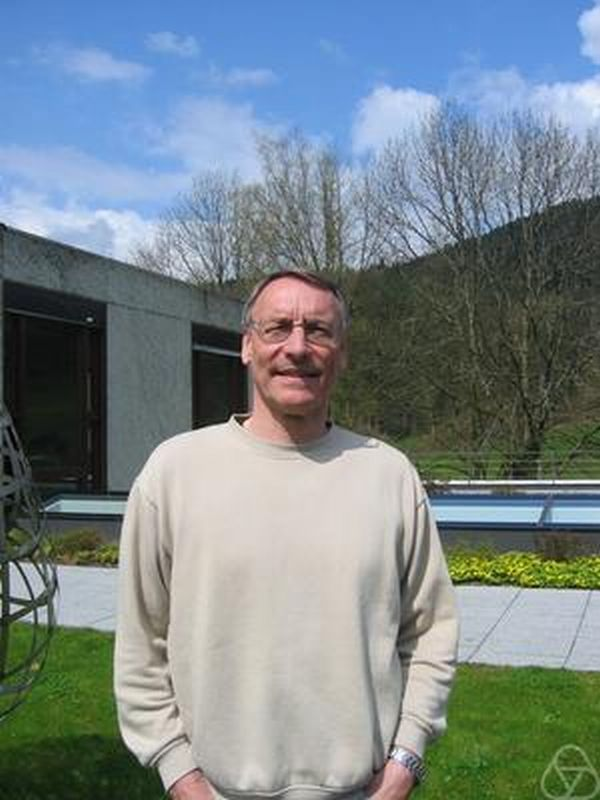
Bernd Stellmacher, Oberwolfach 2008

Stellmacher wurde 1972 an der Universität Bielefeld bei Bernd Fischer promoviert (Eine Kennzeichnung der Gruppen Sp(2n,2), O+(2n,2) und O-(2n,2)). Er war in den 1980er Jahren Professor in Bielefeld und ist seit 1990 (als Nachfolger von Wolfgang Gaschütz) Professor an der Christian-Albrechts-Universität Kiel. Seit März 2009 ist Stellmacher emeritiert.
Mit seinem ehemaligen Doktoranden Ulrich Meierfrankenfeld, Gernot Stroth und anderen ist er an einem Projekt zur Vereinfachung des Klassifizierungsprogramms der endlichen einfachen Gruppen beteiligt, war aber auch schon in den 1980er Jahren am Vereinfachungsprogramm des Beweises der zweiten Generation von Daniel Gorenstein beteiligt. Dabei bediente er sich geometrischer Methoden aus Vereinfachungen mit Alberto Delgado der Amalgam Methode von David Goldschmidt.

## Schriften
- mit Hans Kurzweil Theorie der endlichen Gruppen – eine Einführung. Springer 1998, ISBN 3-540-60331-X (englische Übersetzung: The Theory of finite groups – an introduction, Springer, 2004).
- mit Franz-Georg Timmesfeld Rank 3 amalgams. American Mathematical Society, 1998.
- mit Alberto Delgado, David Goldschmidt: Groups and graphs: new results and methods. Birkhäuser, 1985.